# Elecciones municipales de 2024 en la Región de Los Ríos
Las elecciones municipales de 2024 en la Región de Los Ríos se realizaron los días 26 y 27 de octubre de 2024 para elegir a los responsables de la administración local, es decir, de las comunas. La región se compone de 12 comunas.
Estas elecciones serán las primeras elecciones municipales realizadas bajo el sistema de inscripción automática y voto obligatorio, luego de la promulgación de la Ley 21524 que restableció el voto obligatorio. Estas elecciones se realizarán paralelamente a las elecciones de gobernadores y consejeros regionales de la región, cargos creados por la Ley 21073 de 2018, y que fueron elegidos por primera vez en 2021 y 2013, respectivamente.

## Precandidaturas
| Pacto                                        | Partido                        | Candidatos |
| -------------------------------------------- | ------------------------------ | ---------- |
| F. Partido Social Cristiano e Independientes | Partido Social Cristiano       | 1          |
| F. Partido Social Cristiano e Independientes | Independientes                 | 1          |
| H. Contigo Chile Mejor                       | Frente Amplio                  | 1          |
| H. Contigo Chile Mejor                       | Partido Comunista de Chile     | 2          |
| H. Contigo Chile Mejor                       | Partido Socialista de Chile    | 4          |
| H. Contigo Chile Mejor                       | Partido Demócrata Cristiano    | 1          |
| H. Contigo Chile Mejor                       | Partido por la Democracia      | 2          |
| H. Contigo Chile Mejor                       | Independientes                 | 2          |
| P. Partido de la Gente e Independientes      | Partido de la Gente            | 1          |
| R. Centro Democrático                        | Amarillos por Chile            | 1          |
| Y. Republicanos e Independientes             | Partido Republicano de Chile   | 1          |
| Z. Chile Vamos                               | Renovación Nacional            | 6          |
| Z. Chile Vamos                               | Unión Demócrata Independiente  | 1          |
| Z. Chile Vamos                               | Evolución Política             | 2          |
| Z. Chile Vamos                               | Independientes                 | 2          |
| Candidaturas Independientes                  | Candidaturas Independientes    | 17         |
| Total de candidatos a alcaldes               | Total de candidatos a alcaldes | 45         |

## Provincia de Valdivia

### Valdivia

#### Alcaldes
| Actual alcalde            | Carla Amtmann Fecci (FA) | Carla Amtmann Fecci (FA) | Carla Amtmann Fecci (FA) | Carla Amtmann Fecci (FA) | Carla Amtmann Fecci (FA) |
| Candidato                 | Pacto                    | Partido                  | Votos                    | %                        | Resultado                |
| ------------------------- | ------------------------ | ------------------------ | ------------------------ | ------------------------ | ------------------------ |
| Carla Amtmann Fecci       | Contigo Chile Mejor      | FA                       | 40.360                   | 37,98                    | Alcaldesa                |
| Leandro Kunstmann Collado | Republicanos             | PRCh                     | 37.914                   | 35,67                    |                          |
| Eduardo Berger Silva      | Chile Vamos              | RN                       | 14.443                   | 13,59                    |                          |
| Jorge Vives Dibarrart     | Centro Democrático       | AxCh                     | 8.723                    | 8,21                     |                          |
| José Bustos Muñoz         | Partido Social Cristiano | PSC                      | 4.840                    | 4,55                     |                          |

### Corral

#### Alcaldes
| Actual alcalde           | Miguel Hernández Mella (Ind.) | Miguel Hernández Mella (Ind.) | Miguel Hernández Mella (Ind.) | Miguel Hernández Mella (Ind.) | Miguel Hernández Mella (Ind.) |
| Candidato                | Pacto                         | Partido                       | Votos                         | %                             | Resultado                     |
| ------------------------ | ----------------------------- | ----------------------------- | ----------------------------- | ----------------------------- | ----------------------------- |
| Claudio González Navarro | Chile Vamos                   | RN                            | 1.700                         | 39,01                         | Alcalde                       |
| Miguel Hernández Mella   | Independiente                 | Ind.                          | 1.039                         | 23,84                         |                               |
| Gastón Pérez González    | Independiente                 | Ind.                          | 853                           | 19,57                         |                               |
| Juan Valenzuela González | Contigo Chile Mejor           | PPD                           | 766                           | 17,58                         |                               |

### Lanco

#### Alcaldes
| Actual alcalde          | Juan Rocha Aguilera (PS) | Juan Rocha Aguilera (PS) | Juan Rocha Aguilera (PS) | Juan Rocha Aguilera (PS) | Juan Rocha Aguilera (PS) |
| Candidato               | Pacto                    | Partido                  | Votos                    | %                        | Resultado                |
| ----------------------- | ------------------------ | ------------------------ | ------------------------ | ------------------------ | ------------------------ |
| Juan Rocha Aguilera     | Contigo Chile Mejor      | PS                       | 6.725                    | 50,68                    | Alcalde                  |
| Eduardo Uribe Campos    | Chile Vamos              | RN                       | 5.800                    | 43,71                    |                          |
| Marcela Olivera Montero | Independiente            | Ind.                     | 745                      | 5,61                     |                          |

### Los Lagos

#### Alcaldes
| Actual alcalde         | Aldo Retamal Arriagada (PCCh) | Aldo Retamal Arriagada (PCCh) | Aldo Retamal Arriagada (PCCh) | Aldo Retamal Arriagada (PCCh) | Aldo Retamal Arriagada (PCCh) |
| Candidato              | Pacto                         | Partido                       | Votos                         | %                             | Resultado                     |
| ---------------------- | ----------------------------- | ----------------------------- | ----------------------------- | ----------------------------- | ----------------------------- |
| Víctor Fritz Aguayo    | Chile Vamos                   | Ind.                          | 5.562                         | 36,33                         | Alcalde                       |
| Aldo Retamal Arriagada | Contigo Chile Mejor           | PCCh                          | 5.125                         | 33,47                         |                               |
| Javier Santibáñez Báez | Independiente                 | Ind.                          | 4.624                         | 30,2                          |                               |

### Máfil

#### Alcaldes
| Actual alcalde          | Claudio Sepúlveda Miranda (PPD) | Claudio Sepúlveda Miranda (PPD) | Claudio Sepúlveda Miranda (PPD) | Claudio Sepúlveda Miranda (PPD) | Claudio Sepúlveda Miranda (PPD) |
| Candidato               | Pacto                           | Partido                         | Votos                           | %                               | Resultado                       |
| ----------------------- | ------------------------------- | ------------------------------- | ------------------------------- | ------------------------------- | ------------------------------- |
| Andrés Lara Martínez    | Independiente                   | Ind.                            | 2.021                           | 32,07                           | Alcalde                         |
| Eduardo Acuña Acuña     | Contigo Chile Mejor             | PS                              | 1.557                           | 24,71                           |                                 |
| Guillermo Soto Ortega   | Independiente                   | Ind.                            | 1.284                           | 20,38                           |                                 |
| Sandra Bastías Bilbao   | Chile Vamos                     | RN                              | 1.196                           | 18,98                           |                                 |
| Leonardo Muñoz Vallejos | Independiente                   | Ind.                            | 243                             | 3,86                            |                                 |

### Mariquina

#### Alcaldes
| Actual alcalde         | Rolando Mitre Gatica (RN) | Rolando Mitre Gatica (RN) | Rolando Mitre Gatica (RN) | Rolando Mitre Gatica (RN) | Rolando Mitre Gatica (RN) |
| Candidato              | Pacto                     | Partido                   | Votos                     | %                         | Resultado                 |
| ---------------------- | ------------------------- | ------------------------- | ------------------------- | ------------------------- | ------------------------- |
| Rolando Mitre Gatica   | Chile Vamos               | RN                        | 8.772                     | 52,42                     | Alcalde                   |
| Pamela Dornemann Rojas | Contigo Chile Mejor       | PR                        | 7.963                     | 47,58                     |                           |

### Paillaco

#### Alcaldes
| Actual alcalde             | Miguel Carrasco García (Ind.) | Miguel Carrasco García (Ind.) | Miguel Carrasco García (Ind.) | Miguel Carrasco García (Ind.) | Miguel Carrasco García (Ind.) |
| Candidato                  | Pacto                         | Partido                       | Votos                         | %                             | Resultado                     |
| -------------------------- | ----------------------------- | ----------------------------- | ----------------------------- | ----------------------------- | ----------------------------- |
| Cristián Navarrete Quezada | Contigo Chile Mejor           | Ind.                          | 8.181                         | 52.27                         | Alcalde                       |
| Miguel Carrasco García     | Independiente                 | Ind.                          | 6.015                         | 38,43                         |                               |
| Rodrigo Cortés Oyarzún     | Chile Vamos                   | EVO                           | 1.455                         | 9,3                           |                               |

### Panguipulli

#### Alcaldes
| Actual alcalde         | Pedro Burgos Vásquez (Ind.) | Pedro Burgos Vásquez (Ind.) | Pedro Burgos Vásquez (Ind.) | Pedro Burgos Vásquez (Ind.) | Pedro Burgos Vásquez (Ind.) |
| Candidato              | Pacto                       | Partido                     | Votos                       | %                           | Resultado                   |
| ---------------------- | --------------------------- | --------------------------- | --------------------------- | --------------------------- | --------------------------- |
| Rodrigo Valdivia Órias | Contigo Chile Mejor         | PS                          | 9.151                       | 34,66                       | Alcalde                     |
| Pedro Burgos Vásquez   | Independiente               | Ind.                        | 8.438                       | 31,96                       |                             |
| David Ruiz Cifuentes   | Chile Vamos                 | RN                          | 4.525                       | 17,14                       |                             |
| Elías Sabat Acleh      | Independiente               | Ind.                        | 3.382                       | 12,81                       |                             |
| Pablo Sandoval Jara    | Independiente               | Ind.                        | 909                         | 3,44                        |                             |

## Provincia de Ranco

### La Unión

#### Alcaldes
| Actual alcalde          | Juan Reinoso Carrillo (PS) | Juan Reinoso Carrillo (PS) | Juan Reinoso Carrillo (PS) | Juan Reinoso Carrillo (PS) | Juan Reinoso Carrillo (PS) |
| Candidato               | Pacto                      | Partido                    | Votos                      | %                          | Resultado                  |
| ----------------------- | -------------------------- | -------------------------- | -------------------------- | -------------------------- | -------------------------- |
| Saturnino Quezada Solís | Independiente              | Ind.                       | 6.839                      | 23,84                      | Alcalde                    |
| Juan Reinoso Carrillo   | Contigo Chile Mejor        | PS                         | 5.986                      | 20,86                      |                            |
| Aldo Pinuer Solís       | Independiente              | Ind.                       | 5.049                      | 17,6                       |                            |
| Matías Velásquez Flores | Independiente              | Ind.                       | 3.819                      | 13,31                      |                            |
| Camilo Gómez Gómez      | Independiente              | Ind.                       | 3.344                      | 11,65                      |                            |
| Eliana Azócar Silva     | Chile Vamos                | RN                         | 2.810                      | 9,79                       |                            |
| Henry Báez Hernández    | Independiente              | Ind.                       | 478                        | 1,67                       |                            |
| María Aguilef Gallegos  | Partido de la Gente        | PDG                        | 368                        | 1,28                       |                            |

### Futrono

#### Alcaldes
| Actual alcalde              | Claudio Lavado Castro (UDI) | Claudio Lavado Castro (UDI) | Claudio Lavado Castro (UDI) | Claudio Lavado Castro (UDI) | Claudio Lavado Castro (UDI) |
| Candidato                   | Pacto                       | Partido                     | Votos                       | %                           | Resultado                   |
| --------------------------- | --------------------------- | --------------------------- | --------------------------- | --------------------------- | --------------------------- |
| Fernando Flández Montecinos | Contigo Chile Mejor         | PPD                         | 6.188                       | 50,83                       | Alcalde                     |
| Leonila Sáez Alarcón        | Chile Vamos                 | UDI                         | 5.985                       | 49,17                       |                             |

### Lago Ranco

#### Alcaldes
| Actual alcalde            | Miguel Meza Shwenke (RN) | Miguel Meza Shwenke (RN) | Miguel Meza Shwenke (RN) | Miguel Meza Shwenke (RN) | Miguel Meza Shwenke (RN) |
| Candidato                 | Pacto                    | Partido                  | Votos                    | %                        | Resultado                |
| ------------------------- | ------------------------ | ------------------------ | ------------------------ | ------------------------ | ------------------------ |
| Miguel Meza Shwenke       | Chile Vamos              | RN                       | 7.054                    | 85,7                     | Alcalde                  |
| Caterine Escárate Fuentes | Contigo Chile Mejor      | PCCh                     | 1.177                    | 14,3                     |                          |

### Río Bueno

#### Alcaldes
| Actual alcaldesa           | Carolina Silva Pérez (Ind.) | Carolina Silva Pérez (Ind.) | Carolina Silva Pérez (Ind.) | Carolina Silva Pérez (Ind.) | Carolina Silva Pérez (Ind.) |
| Candidato                  | Pacto                       | Partido                     | Votos                       | %                           | Resultado                   |
| -------------------------- | --------------------------- | --------------------------- | --------------------------- | --------------------------- | --------------------------- |
| Luis Reyes Álvarez         | Chile Vamos                 | Ind.                        | 9.241                       | 39,17                       | Alcalde                     |
| Javier Rosas Bobadilla     | Contigo Chile Mejor         | DC                          | 9.015                       | 38,22                       |                             |
| Carolina Silva Pérez       | Independiente               | Ind.                        | 4.244                       | 17,99                       |                             |
| Gerardo Jaramillo Ascencio | Partido Social Cristiano    | PSC                         | 1.090                       | 4,62                        |                             |